# LaserSoft Imaging
LaserSoft Imaging AG est un producteur de logiciels pour scanners et appareils photographiques numériques. D'après LaserSoft Imaging, ses logiciels sont utilisés par plus d'un million de clients dans le monde entier.
L'entreprise est installé à Kiel, en Allemagne, et elle dispose d'un bureau annexe à Sarasota (Floride), aux États-Unis.

## L'histoire de l'entreprise

### 1986 - 1990
Le physicien et présent président-directeur général Karl-Heinz Zahorsky a fondé son entreprise au printemps de 1986. Celle-ci a été non seulement un des pionnières quant au traitement d'images sur le Macintosh mais aussi une des premières qui ont fait de la publicité pour des produits comme des digitizers (numériseur) vidéo parmi lesquelles on trouve « ProViz » de Pixelogic's et « TrueScan » de Truvel. Ceci était le premier scanner encreur professionnel qui a été présenté pour la première fois au Cebit à Hanovre en 1988. L'entreprise a été invité à se présenter au CeBIT par Apple.

### 1990 - 2000
Karl-Heinz Zahorsky a souvent publié des articles sur le traitement d'images numériques à l'ordinateur de bureau dans des magazines spécialistes. En 1990, l'entreprise Hell engagea Karl Heinz Zahorstky et son entreprise comme conseiller pour l'intégration des technologies à l'ordinateur de bureau qui se développaient rapidement. En 1991, LaserSoft Imaging a été enregistré comme GmbH allemand et s'est installé dans un grand établissement de reproduction avec l'intention d'accélérer l'intégration de la reproduction de couleurs à l'ordinateur et de faire accessible des systèmes de Chroma chrome pour le Macintosh.
« RipLink » était une solution, présentée par l'entreprise, pour lier les systèmes de reproduction les plus avancés, comme Hell, Scitex et Crosfield au Macintosh. La distribution des scanners à plat marquait le début du développement des scanners haut de gomme pour l'ordinateur.
L'entreprise conseillait Leaf, Canon, Sony, Seiko et d'autres avec son savoir très particulier quant aux couleurs supérieur à l'ordinateur. L'entreprise était aussi la force vive derrière le développement de « Prepress » de Photone après que ce produit avait complété les premiers stades de son développement. En 1994, l'entreprise a commencé le développement de SilverFast dont la première version a été présentée sur le Cebit 1995 pour la première fois. La version 2.0 a été présentée sur le Cebit en 1996 et la version 3.0 a été complétée en décembre 1996. Le développement de la version 4.0 a pris deux ans et représente alors le plus grand progrès dans l'histoire de SilverFast Ai.

### 2000 - jusqu'au présent
SilverFast Version 5.0 a été publié en 2000, version 6.0 en 2002. La version 6.5, qu'on a complétée en 2006, est suivie par la version récente 6.6. de mai 2008. En 2001, on a transformé l'entreprise en société anonyme. Le fondateur détient 100 % des actions. À l'époque, LaserSoft Imaging AG est la seule entreprise qui a développé un logiciel haut de gamme pour tous les scanners connus sous Mac OS9, OSX et Microsoft Windows 98, 2000, XP et Vista. Les scanners haut de gamme de Heidelberger Druckmaschinen, c'est-à-dire le Topaz, Tango, Nexscan et Chromagraph (3300 et 3400), dont des milliers sont encore en service, peuvent être utilisés même sur les systèmes d'exploitation récents. Dès 2005, LaserSoft Imaging est le seul développeur d'un logiciel pour ces machines. Désormais, on a commencé de mercantiliser SilverFast  mondialement. Dans ce contexte, on a conclu des alliances stratégiques avec des constructeurs comme Canon, HP, Seiko Epson, Cruse, Leica Camera AG, Microtek, Nikon, Pacific Image Electronics, Pentacon GmbH, PFU/Quato, Plustek, Samsung, et Umax. Ce sont des partenaires qui lient leur matériel au logiciel SilverFast. En 2008, SilverFast de LaserSoft Imaging AG a gagné le prix de l'EDP (European Digital Press Association) dans la catégorie « Meilleur logiciel pour la gestion de la couleur 2008 » pour l'amélioration quant au densité par Multi-Exposure (Exposition multiple) pour la plupart des scanners et pour la création automatique de profiles ICC. 2009, le format HDRi pour les données brutes a été développé. Y sont comprises les données brutes traditionnelles autant que les données supplémentaires du canal infrarouge et donc toutes les informations lisibles pour un traitement ultérieur d'images.
Leur site Web se présente en plusieurs langues (anglais, allemand, français, italien, japonais, portugais, espagnol, russe et chinois).
Au cours du temps, l'entreprise a développé des nouveautés énormément importantes dans les secteurs de la numérisation et du traitement d'images et les a fait breveter.
- Exposition multiple (avec Auto-Alignment, brevet, Karl-Heinz Zahorsky : EP 1744278, US 8,693,808)
- Auto-IT8 Calibration (brevet, Karl-Heinz Zahorsky : EP 1594301)
- ScanPilot
- ICC Calibration de l'imprimante
- GANE (Supprime les imperfections détaillées de l'image)
- HiRePP (High Resolution Picture Performance)
- NegaFix (Permet l'affectation et la génération de profils de film pour la conversion de films négatifs en positifs)
- PhotoProof (Impression fidèle aux couleurs sans besoin de rip)
- PrinTao (Impression de toutes les images avec des fonctions de traitement d'image et de mise en page)
- SC2G (Permet de distinguer les différents niveaux de contraste pendant la conversion des images couleurs en images de niveaux de gris)
- SCC (Correction colorimétrique sélective)
- SRD (Outil de suppression des poussières et des rayures indésirables de l'image)
- iSRD (infrarouge SRD)
- HDRi (64bit/32bit format de données brutes plus données du canal infrarouge)
- ExpressScan (Karl-Heinz Zahorsky, demande de brevet auprès de l’UE et l’US)

## Produits
Les produits se groupent d'après leur étape d'utilisation en quatre catégories différentes :
| Logiciel de numérisation        | Logiciel d'appareils photo numériques | Logiciel HDR                 | Logiciel d'imprimante |
| ------------------------------- | ------------------------------------- | ---------------------------- | --------------------- |
| SilverFast SE                   | SilverFast DC SE                      | SilverFast HDR               | SilverFast PrinTao 3) |
| SilverFast SE Plus 1)           | SilverFast DC VLT                     | SilverFast HDR IT8           |                       |
| SilverFast Ai                   | SilverFast DC Pro                     | SilverFast HDR Studio 3), 4) |                       |
| SilverFast Ai IT8 2)            | SilverFast DC Pro Studio 3), 4)       |                              |                       |
| SilverFast Ai Studio 1)         |                                       |                              |                       |
| SilverFast Ai Studio IT8 1), 2) |                                       |                              |                       |
| SilverFast X-Ray                |                                       |                              |                       |

optionnel avec: 1)Exposition multiple, 2)ICC Calibration de l'imprimante, 3)PhotoProof, 4)ColorServer
La mire de résolution (USAF 1951) est un outil pour déterminer la résolution maximale d'un scanner particulier.

## Littérature
- Taz Tally, Ph.D. SilverFast - The Official Guide. (anglais) Sybex, 2003.  (ISBN 978-0-7821-4197-9)
- Taz Tally, Ph.D. SilverFast - Das offizielle Buch. (allemand) Mitp-Verlag, 2004.  (ISBN 978-3-8266-1521-4)